# Canoa/kayak ai Giochi della XVI Olimpiade - C1 10000 metri maschile
La competizione del C1 10000 metri di Canoa/kayak ai Giochi della XVI Olimpiade si è disputata il giorno 30 novembre 1956 al bacino del lago Wendouree a Ballarat.

## Risultati

### Finale
| Pos.    | Atleta            | Nazione          | Tempo     |
| ------- | ----------------- | ---------------- | --------- |
| Oro     | Leon Rotman       | Romania          | 56'41"0   |
| Argento | János Parti       | Ungheria         | 57'11"0   |
| Bronzo  | Gennady Bukharin  | Unione Sovietica | 57'14"5   |
| 4       | Jiří Vokněr       | Cecoslovacchia   | 57'44"5   |
| 5       | Franz Johannsen   | Germania         | 58'50"1   |
| 6       | Werner Wettersten | Svezia           | 59'24"7   |
| 7       | Don Stringer      | Canada           | 59'57"5   |
| 8       | Frank Havens      | Stati Uniti      | 1:01'23"6 |
| 9       | Bryan Harper      | Australia        | 1:02'12"1 |